# Jean de Chasteauneuf
Jean de Chasteauneuf, né au Château de la Bâtisse le 24 août 1877 et mort à Chanonat en 1962, est un peintre français, membre de l'école de Murol.

## Biographie
Membre de la Société des artistes français, il obtient une mention honorable au Salon des artistes français en 1925, une médaille de bronze en 1928 et y envoie en 1929 ses toiles Le hameau sous la neige et Neige à Paris.